# مازلاسكا
مازلاسكا (بالإنجليزية: Mazsalaca)‏ هي منطقة سكنية تقع في لاتفيا في بلدية مازالاكا ‏. يقدر عدد سكانها بـ 2,412 نسمة .

## توأمة
لمازلاسكا اتفاقيات توأمة مع:
- هارزهفينكل [بحاجة لمصدر]